# لاون بيزتش
لاون بيزتش (بالفرنسية: Léon Pesch)‏ هو سبّاح لوكسمبورغي، مثّل بلاده في الألعاب الأولمبية الصيفية 1920.

## روابط خارجية
لاون بيزتش على موقع اللجنة الأولمبية الدولية (الإنجليزية)
- لاون بيزتش على موقع أوليمبيديا (الإنجليزية)